# Liga Colombiana de Béisbol Profesional 2005-06
La temporada de la Liga Colombiana de Béisbol Profesional 2005-06 fue la 30° edición de este campeonato. Un total de 4 equipos participaron en la competición.

## Novedades
La temporada 2005-2006 tuvo un ingrediente especial: el aval de la MLB, con el cual no contaba el béisbol colombiano hacía más de 20 años.

## Sistema de juego
La primera fase llamada temporada regular la jugaron los cuatro equipos entre sí disputando 30
juegos, 15 de local y 15 de
visitante. El primero clasificó al play off final mientras el segundo y tercero jugaron el pre-play off.

## Equipos participantes[2]
| Equipo                   | Fundación | Departamento | Ciudad       | Estadio                   | Capacidad | Manager        |
| Caimanes de Barranquilla | 1984      | Atlántico    | Barranquilla | Estadio Tomás Arrieta     | 8 000     | Noe Maduro     |
| Tigres de Cartagena      | 1996      | Bolívar      | Cartagena    | Estadio Once de Noviembre | 12 000    | Neder Horta    |
| Cardenales de Montería   | 2004      | Córdoba      | Montería     | Estadio 18 de Junio       | 11 000    | Brent Bowers   |
| Toros de Sincelejo       | 2003      | Sucre        | Sincelejo    | Estadio 20 de Enero       | 10 000    | Chris Catanoso |

## Temporada regular
| Pos | Equipo                   | JG | JP | JJ | AVG. | Dif |
| --- | ------------------------ | -- | -- | -- | ---- | --- |
| 1.  | Tigres de Cartagena      | 17 | 13 | 30 | .566 | --- |
| 2.  | Caimanes de Barranquilla | 15 | 15 | 30 | .500 | 2,0 |
| 3.  | Cardenales de Montería   | 14 | 16 | 30 | .466 | 3,0 |
| 4.  | Toros de Sincelejo       | 14 | 16 | 30 | .466 | 3,0 |

|  | Clasificado al play off final |
|  | Clasificados al pre-play off  |
|  | Eliminados.                   |

## Pre Play Off
Se disputaron 5 juegos para definir al segundo finalista.
| Pos | Equipo                   | JG | JP | JJ | AVG. | Dif |
| --- | ------------------------ | -- | -- | -- | ---- | --- |
| 1.  | Caimanes de Barranquilla | 3  | 2  | 5  | .600 | --- |
| 2.  | Cardenales de Montería   | 2  | 3  | 5  | .400 | 1   |

|  | Clasificado al play off final |
|  | Eliminado.                    |

## Play Off Final
Se disputaron 5 juegos para definir el campeón todos disputados en Barranquilla.
| Pos | Equipo                   | JG | JP | JJ | AVG. | Dif |
| --- | ------------------------ | -- | -- | -- | ---- | --- |
| 1.  | Tigres de Cartagena      | 4  | 1  | 5  | .800 | --- |
| 2.  | Caimanes de Barranquilla | 1  | 4  | 5  | .200 | 4   |

|  | Campeón    |
|  | Subcampeón |

| Colombia                                  |
| Campeón Tigres de Cartagena Cuarto título |

## Los Mejores
| Stat                     | Jugador                | Total |
| ------------------------ | ---------------------- | ----- |
| Porcentaje de bateo (BA) | Carlos Arroyo (TIG)    | .427  |
| Hits                     | Carlos Arroyo (TIG)    | 50    |
| Slugger                  |                        |       |
| Carrera impulsada (RBI)  |                        |       |
| Carrera anotada (R)      |                        |       |
| Dobles (2B)              |                        |       |
| Triples (3B)             | Edinson de Ávila (TOR) | 4     |
| Home run (HT)            |                        |       |
| Robo de base (SB)        | Fehland Lentini (CAI)  | 12    |

| Stat                 | Jugador               | Total         |
| -------------------- | --------------------- | ------------- |
| Juegos ganados (AVE) | Jason Cly (TIG)       | 6W-1L (0.857) |
| Efectividad (ERA)    | Rodrigo Escobar (TIG) | 0.63          |
| Ponches (SO)         |                       |               |

### Jugador más Valioso - Premio "Orlando Ramírez"
| Ganador       | Equipo | Pos. |
| ------------- | ------ | ---- |
| Carlos Arroyo | Tigres | OF   |